# Număr norocos
În teoria numerelor, un număr norocos este un număr care rămâne după trecerea tuturor numerelor naturale printr-o „sită” ale cărei etape sunt:
- se începe cu șirul numerelor întregi pozitive
- rezultă că următorul număr după 1 este 2
- apoi fiecare al doilea număr din șir  este eliminat (adică toate numerele pare)
- rezultă că următorul număr după 1 este 3
- apoi fiecare al treilea număr din șir este eliminat
- rezultă că următorul număr după 1 este 7
- apoi fiecare al șaptelea număr din șir este eliminat
- ș.a.m.d[1]

Sita este asemănătoare cu Sita lui Eratostene care generează numere prime. Se mai numește număr norocos Ulam (de la Stanislaw Ulam) pentru a fi deosebit de număr norocos Euler.
Primele 25 numere norocoase Ulam sunt:
1, 3, 7, 9, 13, 15, 21, 25, 31, 33, 37, 43, 49, 51, 63, 67, 69, 73, 75, 79, 87, 93, 99, 105, 111.
Singurele 6 numere norocoase Euler sunt:
2, 3, 5, 11, 17, 41.